# Scapanulus oweni
El topo de Kansu (Scapanulus oweni) es una especie de musaraña de la familia Talpidae.

## Distribución geográfica
Es endémica de China.